# To a poet a thousand years hence
To a poet a thousand years hence is een compositie van Gerald Finzi. Het lied is een toonzetting van een gedicht van James Elroy Flecker. Flecker kreeg, aldus het gedicht, de tekst daarvan van een dichter die al 1000 jaar dood was. Het gaat over het feit dat pas geleverde kunst er een lange tijd over kan doen voordat de mensen het op waarde schatten. Finzi begon al aan dit lied voor zangstem en pianobegeleiding in 1921. To a poet a thousand years hence werd opgenomen in de opus 13 van Finzi, kortweg To a poet genoemd, samen met zes andere toonzettingen. Finzi heeft het in 1940 nog aangepast, maar een eerste uitvoering vond pas plaats toen de componist al was overleden. To a poet werd door Howard Ferguson (piano) en John Carol Case uitgevoerd op 20 februari 1959, met goedkeuring van Joy Finzi, de vrouw van Gerald.
Ter gelegenheid van de 100ste geboortedag van Finzi speelde Joy Finzi weer een belangrijke rol. Zij gaf haar goedkeuring aan de samenstelling van zes liederen, die samen de In years defeated-cyclus zouden vormen. Vijf van de liederen werden door toenmalige componisten georkestreerd. To a poet a thousand years hence werd van orkestmuziek voorzien door Colin Matthews, die eerder meewerkte aan het gereedmaken voor uitvoering van Gustav Mahlers Symfonie nr. 10 maar ook bijvoorbeeld Préludes van Claude Debussy orkestreerde.
Colin Matthews schreef voor:
- 2 dwarsfluiten (II ook piccolo), 2 hobo’s (II ook althobo), 2 klarinetten (II ook basklarinet), 2 fagotten
- 2 hoorns, 2 trompetten, 2 trombones, 0 tuba
- pauken, 2 man/vrouw percussie, harp
- violen, altviolen, celli, contrabassen

## Discografie
- Uitvoering Chandos: John Mark Ainsley (tenor), City of London Sinfonia o.l.v. Richard Hickox, opname 2000 (In years defaced)
- Uitvoering Naxos: Roderick Williams met Iain Burnside (piano), een opname uit 2005 (Earth and air and rain)

lied 1: To a poet a thousand years hence ·
lied 2: When I set out for Lyonnesse ·
lied 3: In years defaced ·
lied 4: Tall nettles ·
lied 5: At a lunar eclipse ·
lied 6: Proud songsters